# Rue Voltaire (Sceaux)
Pour les articles homonymes, voir Rue Voltaire.
La rue Voltaire est une voie ancienne de la ville de Sceaux dans les Hauts-de-Seine,. Elle suit la route départementale 67.

## Situation et accès

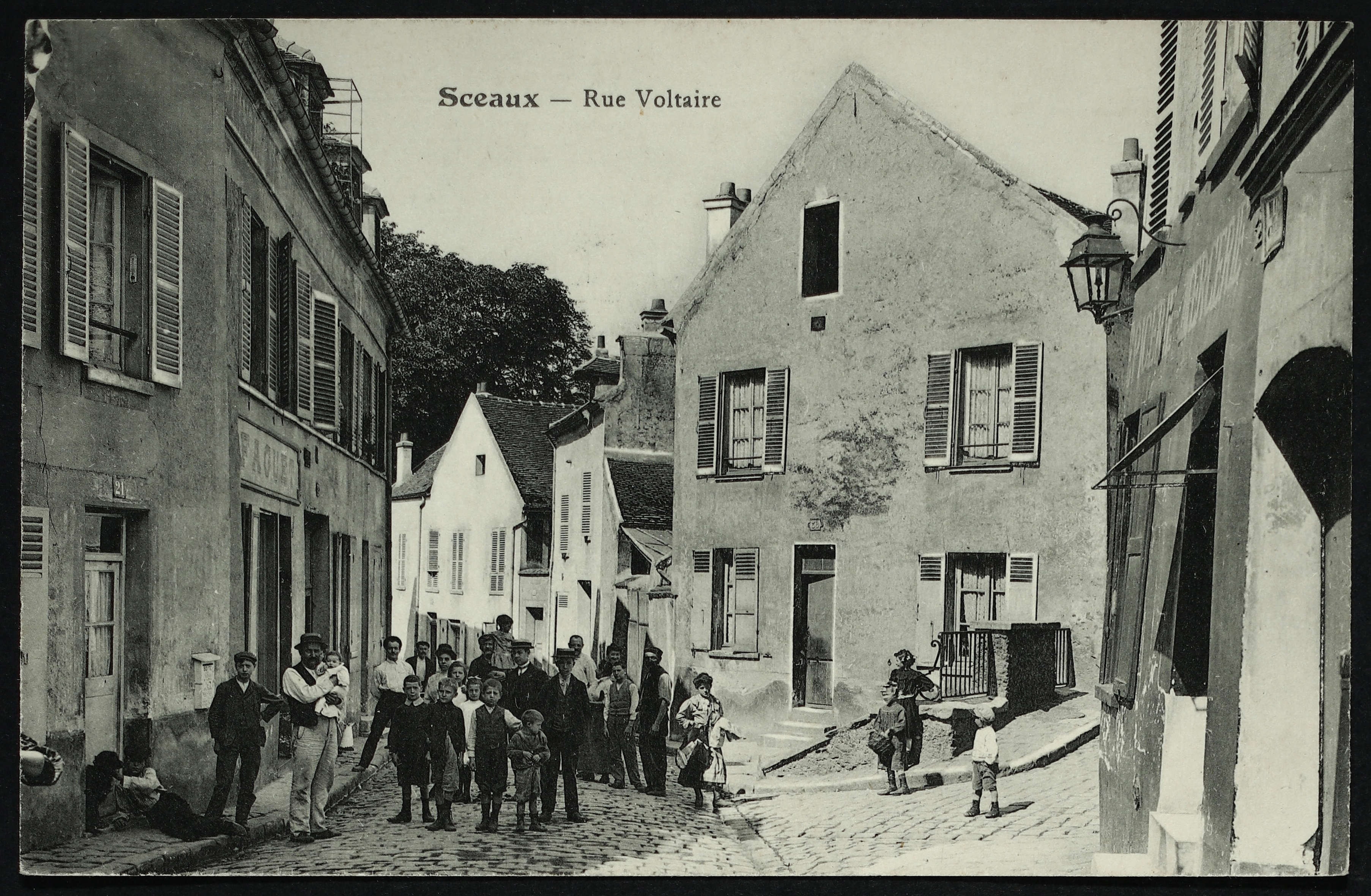
La rue Voltaire à Sceaux vers 1900.

Elle commence son tracé au nord, place du Général-de-Gaulle, rond-point de la rue de Fontenay, de l'avenue de Camberwell et de la rue Houdan.
Elle rencontre entre autres la rue Émile-Morel (anciennement rue des Agriculteurs) et la rue du Four, très ancienne voie de la ville.
Elle se termine dans l'axe de l'avenue Cauchy, à la hauteur de la rue des Imbergères.

## Origine du nom

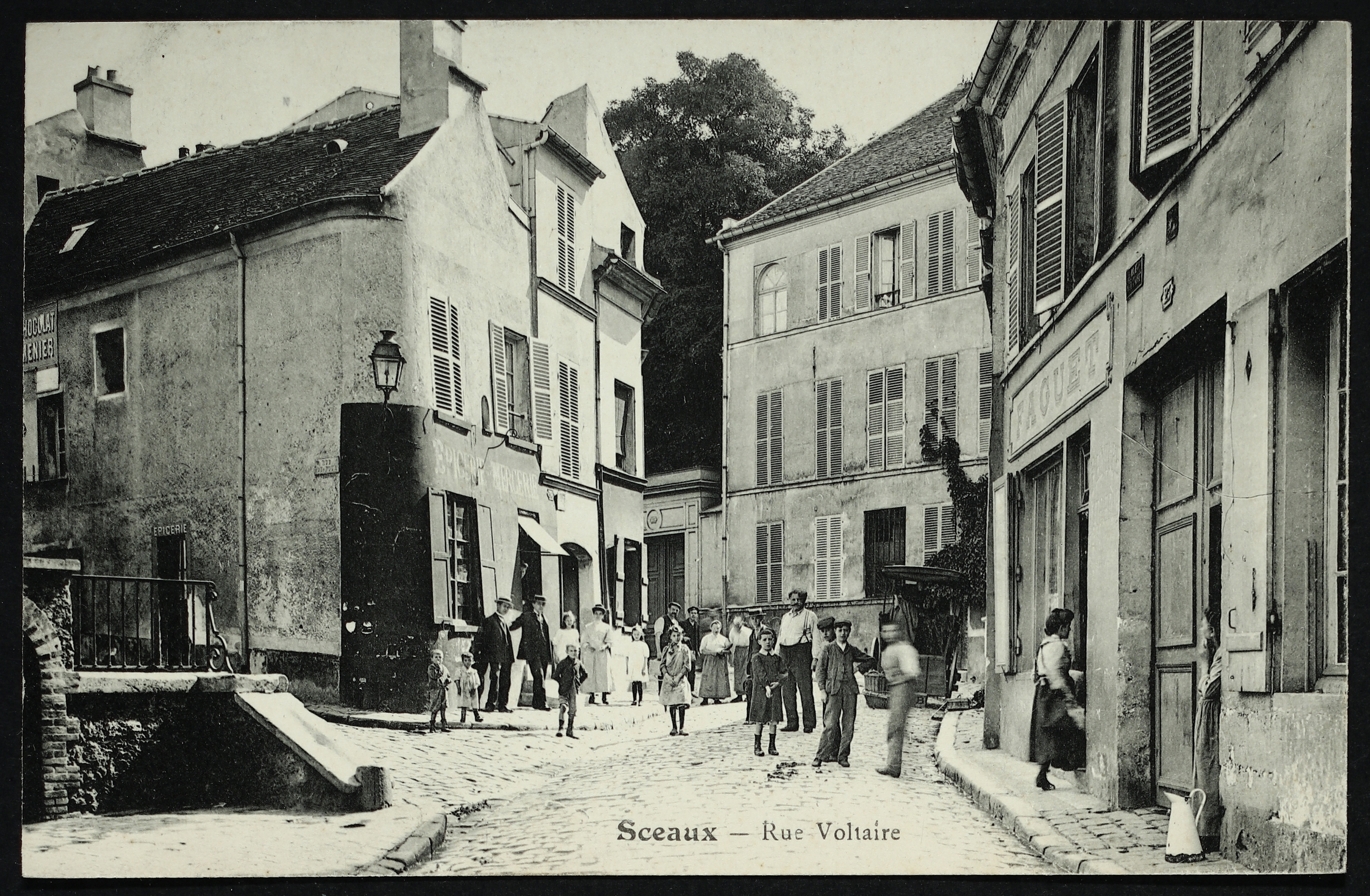
Carte postale de la rue Voltaire.

Cette rue qui n'a pas connu d'autre appellation et dont l'existence remonte au moins à 1833, porte le nom de l'écrivain français François Marie Arouet, dit Voltaire (1694-1778).

## Historique

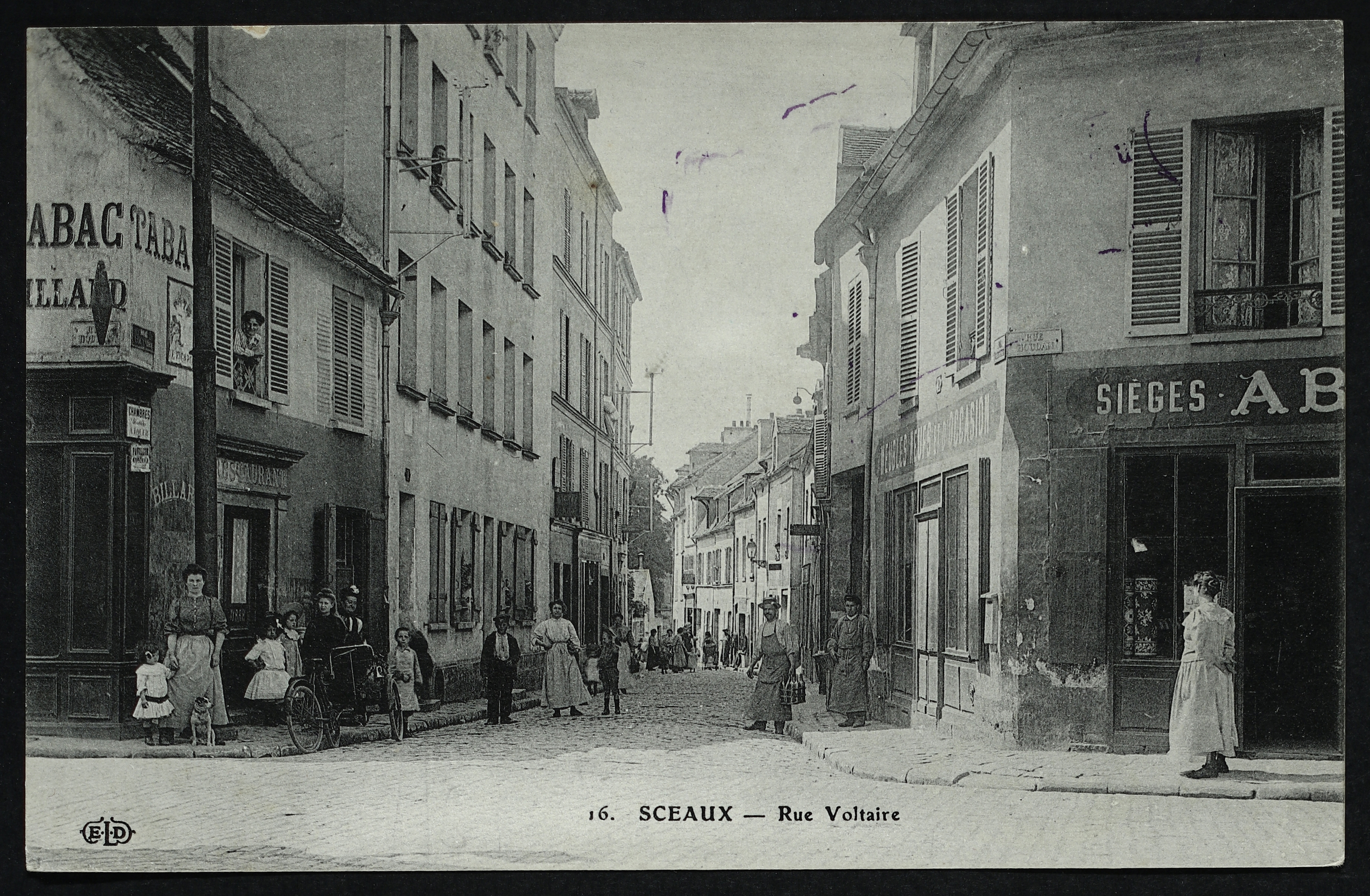
Rue Voltaire, angle de la rue Houdan.

Il s'agissait autrefois d'une simple ruelle zigzagant entre d'anciennes demeures et qui se dirigeait vers le ru d'Aulnay, un abreuvoir et un lavoir. Dans un tournant, elle passait devant le château des Imbergères, construction édifiée à l'emplacement d'une maison de campagne datant du XVIe siècle. Après être passé de mains en mains au fil des siècles, ce domaine fut vendu une dernière fois en 1910, les arbres abattus, les terres revendues, la demeure louée à un marchand de vin. Une nouvelle voie - la future rue Voltaire - fut percée à travers le château qui fut définitivement sacrifié en 1939.
Elle a été à nouveau élargie en 1933,, faisant disparaître la rue de la Lune. L'ensemble du site est requalifié au début des années 2020.

## Bâtiments remarquables et lieux de mémoire

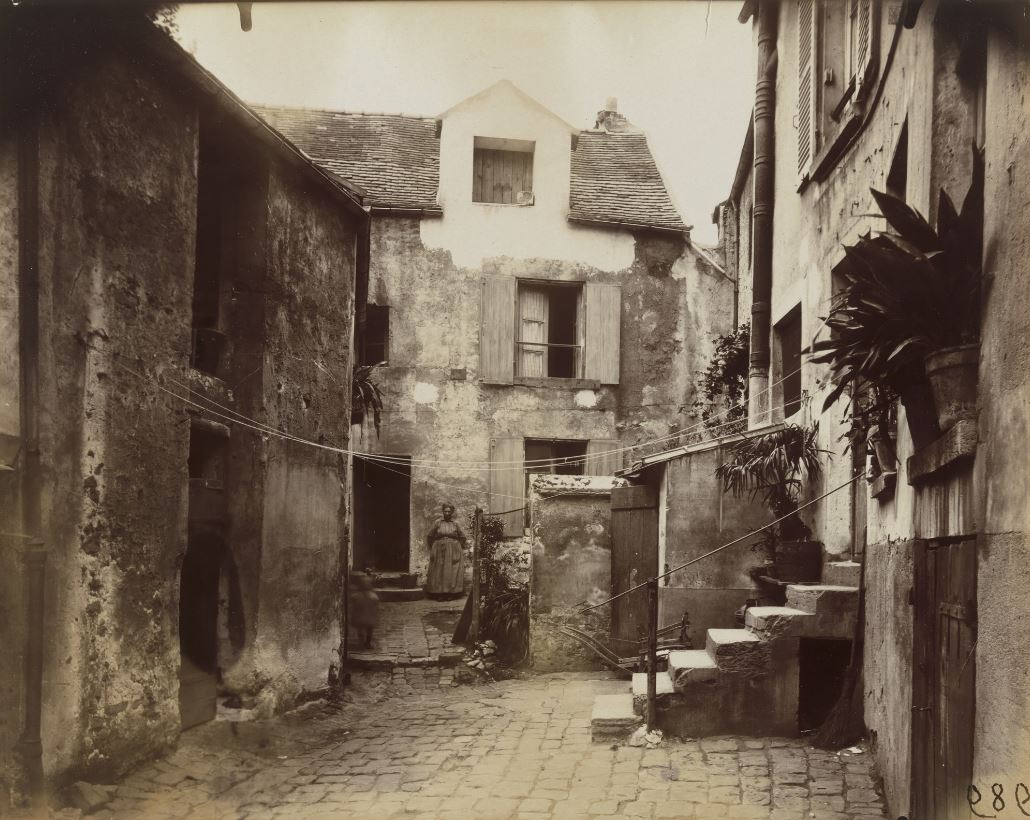
Eugène Atget : Sceaux, Rue Voltaire. Cliché pris en 1922.

- Elle a été représentée par le photographe Eugène Atget en 1922[11],[12].
- Cité scolaire Marie-Curie, créée en 1929 dans un immeuble cédé par la Ville de Paris[13].
- Emplacement de l'ancien château des Imbergères, vers le no 41.

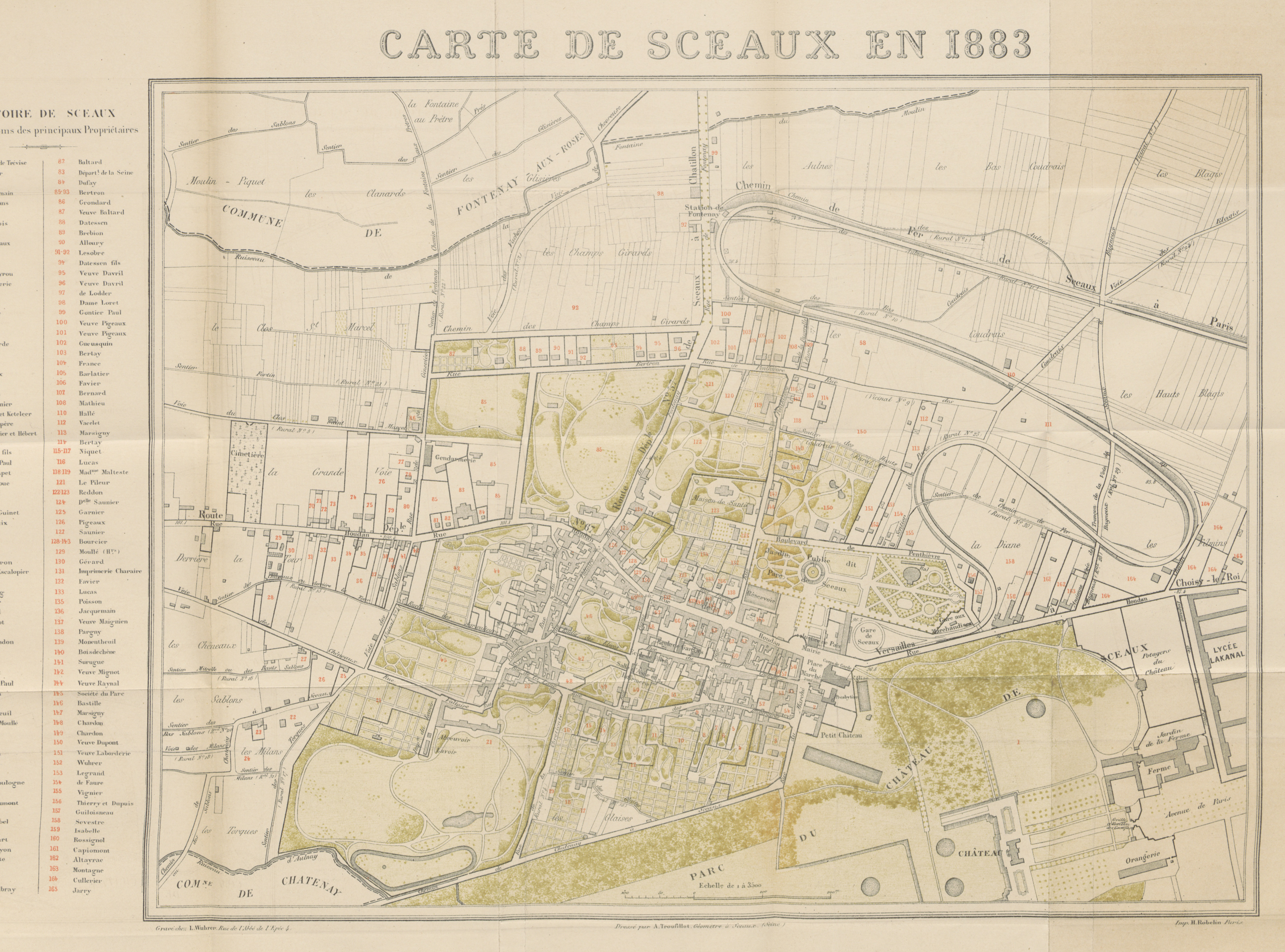
Carte de Sceaux en 1883. La rue Voltaire y est déjà visible.